# Maria Bernard
Maria Bernard, född 6 april 1993, är en friidrottare från Kanada. Hon deltog vid olympiska sommarspelen 2016.